# Crusader Kings III
Crusader Kings III és un joc d'estratègia ambientat a l'edat mitjana desenvolupat per Paradox Development Studio i publicat per Paradox Interactive com a continuació de Crusader Kings II. El joc es va anunciar per primera vegada durant PDXCon 2019 a l'octubre de 2019 i va sortir a la venda l'1 de setembre de 2020.

## Joc
El joc, com el seu predecessor Crusader Kings II, és un simulador de la dinastia ambientat a l'edat mitjana i s'espera que vagi des de l'era dels vikíngs fins a la caiguda de l'Imperi Romà d'Orient. Les dinasties poden formar branques cadets que tenen el seu propi cap i actuen majoritàriament independentment de la dinastia dels seus pares. Els caps de les dinasties podran utilitzar un nou recurs conegut com a Renown per fer valer el seu control sobre la seva casa. Per exemple, els caps de les dinasties són els responsables de legitimar els bastards.
Els personatges tindran models de caràcters en 3D amb un cos sencer en lloc de retrats 2D. Igual que a Crusader Kings II, tindran trets que afecten la seva estadística i el seu comportament. L'elecció d'opcions que vagin en contra dels trets d'un personatge augmentarà l'estrès d'aquest personatge. El sistema de genètica del joc permetrà als personatges transmetre algunes de les seves característiques als seus descendents. Els personatges podran atemorir els seus vassalls per mantenir-se lleials augmentant el seu Dread, que augmenta quan el personatge realitza accions malintencionades, com ara executar o torturar altres personatges. Els personatges podran seleccionar un dels cinc estils de vida a seguir. Cada estil de vida té tres arbres d'habilitats que permeten als personatges millorar les habilitats relacionades amb aquest estil de vida.
Totes les religions i gairebé tots els tipus de govern seran jugables. Les repúbliques mercantils i les teocràcies no es podran jugar en el moment del llançament. La majoria de líders del joc s'adhereixen als tipus de govern feudal, tribal o clan. Els nòmades seran retratats com a tribals en lloc de tenir un tipus de govern propi. Les religions comptaran amb Tenets, que es donen bonificacions a tots els practicants d'aquesta fe, i a les Doctrines, que s'ocupen de la posició de l'església cap a qüestions com l'homosexualitat i el clero femení. Els jugadors podran desenvolupar les seves pròpies heretgies, sent el Tenets i les Doctrines escollides pel jugador. Com més heretgia es desvia de la seva fe original, més pietat costarà crear-la.
El mapa serà aproximadament quatre vegades més detallat que l'anterior i una mica més gran. Les explotacions es mostraran directament al mapa, és a dir, els exèrcits hauran de moure's pel mapa per assetjar cada subpropietat dins d'un comtat, cosa que suposa un canvi respecte a les presentacions anteriors. El nombre mitjà de explotacions per comtat és d'uns tres. Algunes explotacions començaran a ser poc desenvolupades (tot i que encara tindran un "propietari") i es podran construir posteriorment.
Els levies estaran representats per una infanteria de pagesos de baixa qualitat. Els personatges hauran de contractar homes a les armes per tal de combatre soldats de més qualitat, com ara ballesters i cavalleria. Els personatges poden convertir altres personatges de la seva cort o regne amb habilitats de combat importants en cavallers, que són extremadament poderosos; 20 cavallers equivalen aproximadament a 200 exaccions camperoles.

## Desenvolupament
El director del joc, Henrik Fåhraeus, va comentar que el desenvolupament del joc va començar "aproximadament un any abans d'Imperator", indicant una hora inicial 2015. Descrivint el motor actual de joc de Crusader Kings II com a empedrat i "mantingut junt amb cinta adhesiva", també va afirmar que el nou joc comptarà amb un motor actualitzat (és a dir, Clausewitz Engine + Jomini-toolset) amb més potència per executar noves funcions.
El llançament del joc està previst per algun moment el 2020, i originalment estarà disponible a través de Steam i Xbox Game Pass per a PC.

## Recepció

### Pre-llançament
Quan es va revelar inicialment Crusader Kings III, Rock, Paper, Shotgun va publicar un article on afirmava que la frase "Deus vult" –que havia estat utilitzada en jocs anteriors i contingut promocional de la sèrie– no apareixeria al joc, a causa del seu ús. de diversos moviments polítics d'extrema dreta. Alguns fans de la sèrie van reaccionar negativament davant d'aquest informe, citant "exactitud històrica". La reacció va portar a Fåhraeus a emetre una declaració de seguiment dient que "el problema [havia estat] mal comunicat" i que "no havien considerat específicament quins termes s'utilitzen en el joc".